# Stefan Pettersson
Stefan Pettersson (22 de março de 1963) é um ex-futebolista sueco que atuava como atacante.

## Carreira
Pettersson competiu na Copa do Mundo FIFA de 1990, sediada na Itália, na qual a seleção de seu país terminou na vigésima primeira colocação dentre os 24 participantes.